# Okolica boczna szyi
Okolica boczna szyi (łac. regio cervicalis lateralis – dosł. okolica szyjna boczna – lub regio colli lateralis), inaczej trójkąt szyi boczny (łac. trigonum colli lateralis) – w anatomii człowieka, parzysta okolica szyi, jedna z trzech okolic w obrębie okolicy przedniej szyi.
Okolica boczna szyi ma trójkątny kształt. W obrębie okolicy przedniej szyi leży do tyłu od okolicy mostkowo-obojczykowo-sutkowej. W jej obrębie, w części dolno-przedniej, wyróżnia się trójkąt łopatkowo-obojczykowy oraz dół nadobojczykowy większy. Okolica boczna szyi ograniczona jest przez mięsień mostkowo-obojczykowo-sutkowy od przodu, przedni brzeg mięśnia czworobocznego od tyłu i górny brzeg obojczyka od dołu. Topograficznie okolica boczna szyi graniczy od przodu z okolicą mostkowo-obojczykowo-sutkową; od dołu – z okolicą obojczykową; od tyłu – z okolicą tylną szyi; od góry, punktowo – z okolicą sutkową i potyliczną.